# Лямкин, Фёдор Иванович
Фёдор Иванович Лямкин (Пустой шаблон {{ВД-Преамбула}} )
— советский хозяйственный и государственный деятель. Лауреат Государственной премии СССР за выдающиеся достижения в труде. Член КПСС. Делегат XXV съезда КПСС.

## Биография
Родился в 1931 году в селе Нижний Катмис. 
В 1943—1947 — рабочий колхоза села Сбродное Таврического района Омской области.
Окончил профтехучилище в Омске.
В 1949—1960 — столяр Омского дома художников, столяр завода имени Козицкого, военнослужащий Советской армии, столяр в Омске.
В 1960—2000 — пасечник колхоза «Сибиряк» Таврического района Омской области.
За высокоэффективное использование техники, внедрение прогрессивной технологии в кормопроизводстве и сельском строительстве был в составе коллектива удостоен Государственной премии СССР за выдающиеся достижения в труде 1981 года.
Жил в Таврическом районе Омской области.

## Награды
- Орден Трудового Красного Знамени (1972)
- Орден Знак Почёта (1967)